# Александър Притуп
Александър Притуп е български театрален и филмов актьор.

## Биография
През 50-те години на ХХ век танцьорът Александър Притуп, потомък на донски казаци, емигрирали в България след революцията се влюбва безумно в звездата на Оперетата балетмайсторката Фео Мустакова. По това време той е 15 години по-млад от нея. Руският хулигански чар на Сашата направо сразява грацията и двамата набързо сключват брак. Съвместният им живот е бурен, но кратък, а впоследствие Притуп „сменя професията“. Най-вече защото губи форма. Наддава фатално килограми и се посвещава изцяло на актьорството. През 70-те години става една от емблемите на „Сълза и смях“ и междувременно се жени още... 6 пъти. Причина за раздялата му с легендата на българското балетно изкуство обаче не е колосалната „ножица“ в ЕГН-тата, а прекомерната любов към чашката. В крайна сметка алкохолът погуби Притуп на 70 години, а първата му законна половинка надживява и него, и спомена за изпълнения им с драматични емоции брачен съюз 
Снима се в много български филми и участва в радиопиеси в Българското радио.

## Театрални роли
- „След грехопадението“

## Телевизионен театър
- „Орхидеите растат на Монте Гросо“ (1983) (Любен Попов)
- „Силни времена“ (1980) (Кирил Василев)
- „Приказки от един живот“ (1977) (Олга Кръстева)
- „Изповедта на един клоун“ (1973) (Хайнрих Бьол)
- „Змейова сватба“ (1973) (Петко Тодоров)
- „Сид“ (1971) (Пиер Корней)
- „Битката за Преслав“ (1971) (Радко Радков)
- „Разпаленият въглен“ (1970) (Лозан Стрелков)
- „Белият лъч“ (1970) (Олга Кръстева)

## Филмография
| Година      | Филми и Сериали                                  | Серии    | Копродукции | Роля                                     |
| ----------- | ------------------------------------------------ | -------- | ----------- | ---------------------------------------- |
| 1999        | Един камион за двама                             |          |             | шефът Джино                              |
| 1995 – 2000 | Съботна история („L'histoire du samedi“)         | 82       | Франция     | (в „Пастьор, 5 години на ярост“)         |
| 1991 – 1992 | Любовниците (тв сериал)                          | 8        |             | келнер (във 2-ра серия: Сами (1991))     |
| 1982        | Почти ревизия (тв сериал)                        | 4        |             | клиент в бара                            |
| 1981        | Снимки от стария албум (тв сериал)               | 5        |             | Васил Несторов, дядото на Валери         |
| 1980        | Приключенията на Авакум Захов (тв сериал)        | 6        |             |                                          |
| 1980        | Солистът                                         |          |             | зетят                                    |
| 1980        | В зимната нощ                                    |          |             |                                          |
| 1980        | Обущарят чичо Спас, магарето и Тошко (тв сериал) | 8        |             | бащата на Тошко (в 2 серии: I, VIII)     |
| 1979        | Мигове в кибритена кутийка                       |          |             |                                          |
| 1978        | Бягай... обичам те                               |          |             | другарят Бояджиев                        |
| 1975        | Следователят и гората                            |          |             | Михайлов                                 |
| 1975        | Сватбите на Йоан Асен                            | 2        |             | воин от войската на Теодор Комнин        |
| 1975        | Присъствие                                       |          |             | Симеонов                                 |
| 1974 – 1976 | Сбогом любов (тв сериал)                         | 3        |             |                                          |
| 1974        | Пазачът на крепостта                             |          |             | Азманов                                  |
| 1974        | Зарево над Драва                                 | 2        |             | майор Филчев                             |
| 1974        | Синята лампа (тв сериал)                         | 10       |             | (в III серия: „Зодия Дева“)              |
| 1973        | Последна проверка (тв сериал)                    | 12       |             | Радков                                   |
| 1973        | Сиромашко лято                                   |          |             | келнерът                                 |
| 1972        | Кръгове на обичта                                |          |             | майорът                                  |
| 1971        | Гола съвест                                      |          |             | околийският                              |
| 1971        | Шарен свят                                       | 2 новели |             | околийският (в II новела: „Гола съвест“) |
| 1971        | Демонът на империята (тв сериал)                 | 10       |             | Владислав (в IX серия)                   |
| 1971        | Странен двубой                                   |          |             |                                          |
| 1969, 1971  | На всеки километър (тв сериал)                   | 26       |             | майор Венцел (в V серия, 1969)           |
| 1968        | Танго                                            |          |             | офицерът, губещ на карти                 |
| 1966        | Цар и генерал                                    |          |             | капитанът                                |
| 1966        | Семейство Калинкови (тв сериал)                  | 12       |             | (в I серия)                              |